# Pierre-Hugues Herbert
Pierre-Hugues Herbert (* 18. März 1991 in Schiltigheim) ist ein französischer Tennisspieler.

## Karriere
Herbert war zunächst auf der Challenger Tour erfolgreich. Er sammelte dort zwei Titel im Einzel und mit unterschiedlichen Partnern 14 Titel im Doppel, davon vier mit Albano Olivetti. Sein Grand-Slam-Debüt im Doppel gab er 2011 bei den French Open an der Seite von Renavand. 2014 qualifizierte er sich für die Gerry Weber Open und gewann dort in der ersten Runde gegen den Polen Jerzy Janowicz. Im Achtelfinale unterlag er Philipp Kohlschreiber.
2015 erreichte er mit seinem Landsmann Nicolas Mahut das Finale der Doppelkonkurrenz der Australian Open. Sie verloren das Endspiel gegen das italienische Duo Simone Bolelli und Fabio Fognini in zwei Sätzen. Mit Nicolas Mahut gewann er am 12. September 2015 die US Open und damit seinen ersten Grand-Slam-Titel; mit Mahut gewann er auch das Turnier im Queen’s Club. In der darauffolgenden Saison gewann er mit Mahut nacheinander die Masters in Indian Wells, Miami und Monte Carlo sowie erneut das Turnier im Queen’s Club. In Wimbledon sicherten sich Herbert und Mahut ihren zweiten gemeinsamen Grand-Slam-Sieg nach einem Finalsieg über Julien Benneteau und Édouard Roger-Vasselin. In der Weltrangliste erreichte er durch diese anhaltenden Erfolge Rang zwei hinter Mahut. 2017 folgte der Gewinn dreier Masters-Turniere. In der Saison 2018 gewann er mit Mahut unter anderem die French Open und erreichte das Endspiel der ATP Finals, das sie knapp verloren. Zu Beginn der Saison 2019 siegte er mit David Goffin in Doha, ehe er mit Nicolas Mahut bei den Australian Open seinen vierten Grand-Slam-Titel gewann. Damit komplettierte er gemeinsam mit Mahut gleichzeitig den sogenannten Karriere-Grand-Slam, den Gewinn aller vier Grand-Slam-Turniere.
In der Viertelfinalpartie gegen Tschechien kam er im Juli 2016 an der Seite von Nicolas Mahut zu seinem Debüt für die französische Davis-Cup-Mannschaft. Im Jahr darauf gewann er mit Frankreich den Davis Cup.

## Erfolge
| Legende (Anzahl der Siege)      |
| Grand Slam (5)                  |
| ATP World Tour Finals (2)       |
| ATP World Tour Masters 1000 (7) |
| ATP World Tour 500 (6)          |
| ATP World Tour 250 (4)          |
| ATP Challenger Tour (25)        |

| Titel nach Belag |
| Hartplatz (16)   |
| Sand (4)         |
| Rasen (4)        |

### Einzel

#### Turniersiege
| Nr. | Datum            | Turnier              | Belag         | Finalgegner      | Ergebnis      |
| --- | ---------------- | -------------------- | ------------- | ---------------- | ------------- |
| 1.  | 16. Februar 2014 | Quimper (1)          | Hartplatz (i) | Vincent Millot   | 7:65, 6:3     |
| 2.  | 9. November 2014 | Mouilleron-le-Captif | Hartplatz (i) | Marsel İlhan     | 6:2, 6:3      |
| 3.  | 14. Februar 2016 | Bergamo              | Hartplatz (i) | Jahor Herassimau | 6:3, 7:65     |
| 4.  | 2. Oktober 2016  | Orléans              | Hartplatz (i) | Norbert Gombos   | 7:5, 4:6, 6:3 |
| 5.  | 28. Januar 2024  | Quimper (2)          | Hartplatz (i) | Duje Ajduković   | 6:3, 6:2      |
| 6.  | 16. März 2025    | Cherbourg            | Hartplatz (i) | Jelle Sels       | 6:3, 6:4      |

#### Finalteilnahmen
| Nr. | Datum              | Turnier       | Belag         | Finalgegner        | Ergebnis       |
| --- | ------------------ | ------------- | ------------- | ------------------ | -------------- |
| 1.  | 29. August 2015    | Winston-Salem | Hartplatz     | Kevin Anderson     | 4:6, 5:7       |
| 2.  | 30. September 2018 | Shenzhen      | Hartplatz     | Yoshihito Nishioka | 5:7, 6:2, 4:6  |
| 3.  | 10. Februar 2019   | Montpellier   | Hartplatz (i) | Jo-Wilfried Tsonga | 4:6, 2:6       |
| 4.  | 14. März 2021      | Marseille     | Hartplatz (i) | Daniil Medwedew    | 4:6, 7:64, 4:6 |

### Doppel

#### Turniersiege

##### ATP World Tour
| Nr. | Datum              | Turnier          | Belag         | Partner           | Finalgegner                             | Ergebnis           |
| --- | ------------------ | ---------------- | ------------- | ----------------- | --------------------------------------- | ------------------ |
| 1.  | 5. Oktober 2014    | Tokio            | Hartplatz     | Michał Przysiężny | Ivan Dodig Marcelo Melo                 | 6:3, 6:73, [10:5]  |
| 2.  | 21. Juni 2015      | Queen’s Club (1) | Rasen         | Nicolas Mahut     | Marcin Matkowski Nenad Zimonjić         | 6:2, 6:2           |
| 3.  | 12. September 2015 | US Open          | Hartplatz     | Nicolas Mahut     | Jamie Murray John Peers                 | 6:4, 6:4           |
| 4.  | 19. März 2016      | Indian Wells     | Hartplatz     | Nicolas Mahut     | Vasek Pospisil Jack Sock                | 6:3, 7:65          |
| 5.  | 2. April 2016      | Miami            | Hartplatz     | Nicolas Mahut     | Raven Klaasen Rajeev Ram                | 5:7, 6:1, [10:7]   |
| 6.  | 17. April 2016     | Monte Carlo      | Sand          | Nicolas Mahut     | Jamie Murray Bruno Soares               | 4:6, 6:0, [10:6]   |
| 7.  | 19. Juni 2016      | Queen’s Club (2) | Rasen         | Nicolas Mahut     | Chris Guccione André Sá                 | 6:3, 7:65          |
| 8.  | 9. Juli 2016       | Wimbledon        | Rasen         | Nicolas Mahut     | Julien Benneteau Édouard Roger-Vasselin | 6:4, 7:61, 6:3     |
| 9.  | 21. Mai 2017       | Rom              | Sand          | Nicolas Mahut     | Ivan Dodig Marcel Granollers            | 4:6, 6:4, [10:3]   |
| 10. | 13. August 2017    | Montreal         | Hartplatz     | Nicolas Mahut     | Rohan Bopanna Ivan Dodig                | 6:4, 3:6, [10:6]   |
| 11. | 20. August 2017    | Cincinnati       | Hartplatz     | Nicolas Mahut     | Jamie Murray Bruno Soares               | 7:66, 6:4          |
| 12. | 18. Februar 2018   | Rotterdam (1)    | Hartplatz (i) | Nicolas Mahut     | Oliver Marach Mate Pavić                | 2:6, 6:2, [10:7]   |
| 13. | 9. Juni 2018       | French Open (1)  | Sand          | Nicolas Mahut     | Oliver Marach Mate Pavić                | 6:2, 7:64          |
| 14. | 5. Januar 2019     | Doha             | Hartplatz     | David Goffin      | Matwé Middelkoop Robin Haase            | 5:7, 6:4, [10:4]   |
| 15. | 27. Januar 2019    | Australian Open  | Hartplatz     | Nicolas Mahut     | Henri Kontinen John Peers               | 6:4, 7:61          |
| 16. | 3. November 2019   | Paris            | Hartplatz (i) | Nicolas Mahut     | Karen Chatschanow Andrei Rubljow        | 6:4, 6:1           |
| 17. | 17. November 2019  | London (1)       | Hartplatz (i) | Nicolas Mahut     | Raven Klaasen Michael Venus             | 6:3, 6:4           |
| 18. | 16. Februar 2020   | Rotterdam (2)    | Hartplatz (i) | Nicolas Mahut     | Henri Kontinen Jan-Lennard Struff       | 7:65, 4:6, [10:7]  |
| 19. | 18. Oktober 2020   | Köln             | Hartplatz (i) | Nicolas Mahut     | Łukasz Kubot Marcelo Melo               | 6:4, 6:4           |
| 20. | 12. Juni 2021      | French Open (2)  | Sand          | Nicolas Mahut     | Alexander Bublik Andrei Golubew         | 4:6, 7:61, 6:4     |
| 21. | 20. Juni 2021      | Queen’s Club (3) | Rasen         | Nicolas Mahut     | Reilly Opelka John Peers                | 6:4, 7:5           |
| 22. | 21. November 2021  | Turin (2)        | Hartplatz (i) | Nicolas Mahut     | Rajeev Ram Joe Salisbury                | 6:4, 7:60          |
| 23. | 6. Februar 2022    | Montpellier      | Hartplatz (i) | Nicolas Mahut     | Lloyd Glasspool Harri Heliövaara        | 4:6, 7:63, [12:10] |
| 24. | 16. Februar 2025   | Marseille        | Hartplatz (i) | Benjamin Bonzi    | Sander Gillé Jan Zieliński              | 6:3, 6:4           |

##### ATP Challenger Tour
| Nr. | Datum              | Turnier              | Belag         | Partner                | Finalgegner                             | Ergebnis           |
| --- | ------------------ | -------------------- | ------------- | ---------------------- | --------------------------------------- | ------------------ |
| 1.  | 24. Oktober 2010   | Orléans (1)          | Hartplatz (i) | Nicolas Renavand       | Sébastien Grosjean Nicolas Mahut        | 7:63, 1:6, [10:6]  |
| 2.  | 6. März 2011       | Cherbourg-Octeville  | Hartplatz (i) | Nicolas Renavand       | Nicolas Mahut Édouard Roger-Vasselin    | 3:6, 6:4, [10:5]   |
| 3.  | 11. September 2011 | Saint-Rémy           | Hartplatz     | Édouard Roger-Vasselin | Arnaud Clément Nicolas Renavand         | 6:0, 4:6, [10:7]   |
| 4.  | 23. Oktober 2011   | Orléans (2)          | Hartplatz (i) | Nicolas Renavand       | David Škoch Simone Vagnozzi             | 7:5, 6:3           |
| 5.  | 12. Februar 2012   | Quimper (1)          | Hartplatz (i) | Maxime Teixeira        | Dustin Brown Jonathan Marray            | 7:65, 6:4          |
| 6.  | 1. April 2012      | Le Gosier            | Hartplatz (i) | Albano Olivetti        | Paul Hanley Jordan Kerr                 | 7:5, 1:6, [10:7]   |
| 7.  | 13. April 2013     | Itajaí               | Sand          | James Duckworth        | Guilherme Clezar Fabrício Neis          | 7:5, 6:2           |
| 8.  | 14. Juli 2013      | San Benedetto        | Sand          | Maxime Teixeira        | Alessandro Giannessi João Sousa         | 6:4, 6:3           |
| 9.  | 7. September 2013  | Saint-Rémy (2)       | Hartplatz     | Albano Olivetti        | Marc Gicquel Josselin Ouanna            | 6:3, 6:75, [15:13] |
| 10. | 16. Februar 2014   | Quimper (2)          | Hartplatz (i) | Albano Olivetti        | Toni Androić Nikola Mektić              | 6:4, 6:3           |
| 11. | 3. Mai 2014        | Tunis                | Sand          | Adil Shamasdin         | Stephan Fransen Jesse Huta Galung       | 6:3, 7:65          |
| 12. | 6. September 2014  | Saint-Rémy (3)       | Hartplatz     | Konstantin Krawtschuk  | David Guez Martin Vaïsse                | 6:1, 7:63          |
| 13. | 9. November 2014   | Mouilleron-le-Captif | Hartplatz (i) | Nicolas Mahut          | Tobias Kamke Philipp Marx               | 6:3, 6:4           |
| 14. | 21. Februar 2016   | Breslau              | Hartplatz (i) | Albano Olivetti        | Nikola Mektić Antonio Šančić            | 6:3, 7:64          |
| 15. | 22. August 2020    | Prag                 | Sand          | Arthur Rinderknech     | Zdeněk Kolář Lukáš Rosol                | 6:3, 6:4           |
| 16. | 3. Oktober 2021    | Orléans (3)          | Hartplatz (i) | Albano Olivetti        | Antoine Hoang Kyrian Jacquet            | 6:2, 2:6, [11:9]   |
| 17. | 26. März 2022      | Biel                 | Hartplatz (i) | Albano Olivetti        | Purav Raja Ramkumar Ramanathan          | 6:3, 6:4           |
| 18. | 15. Juli 2023      | Braunschweig         | Sand          | Arthur Reymond         | Rithvik Choudary Bollipalli Arjun Kadhe | 7:67, 6:4          |
| 19. | 29. Juli 2023      | Segovia              | Hartplatz     | Dan Added              | Francis Alcantara Sun Fajing            | 4:6, 6:3, [12:10]  |

#### Finalteilnahmen
| Nr. | Datum              | Turnier          | Belag         | Partner         | Finalgegner                          | Ergebnis          |
| --- | ------------------ | ---------------- | ------------- | --------------- | ------------------------------------ | ----------------- |
| 1.  | 31. Januar 2015    | Australian Open  | Hartplatz     | Nicolas Mahut   | Simone Bolelli Fabio Fognini         | 4:6, 4:6          |
| 2.  | 13. Juni 2015      | ’s-Hertogenbosch | Rasen         | Nicolas Mahut   | Ivo Karlović Łukasz Kubot            | 2:6, 6:79         |
| 3.  | 27. September 2015 | Metz             | Hartplatz (i) | Nicolas Mahut   | Łukasz Kubot Édouard Roger-Vasselin  | 6:2, 3:6, [7:10]  |
| 4.  | 23. Oktober 2016   | Antwerpen        | Hartplatz (i) | Nicolas Mahut   | Daniel Nestor Édouard Roger-Vasselin | 4:6, 4:6          |
| 5.  | 6. November 2016   | Paris (1)        | Hartplatz (i) | Nicolas Mahut   | Henri Kontinen John Peers            | 4:6, 6:3, [6:10]  |
| 6.  | 6. Januar 2018     | Pune             | Hartplatz     | Gilles Simon    | Robin Haase Matwé Middelkoop         | 6:75, 6:75        |
| 7.  | 18. November 2018  | London           | Hartplatz (i) | Nicolas Mahut   | Mike Bryan Jack Sock                 | 7:5, 1:6, [11:13] |
| 8.  | 23. Mai 2021       | Lyon             | Sand          | Nicolas Mahut   | Hugo Nys Tim Pütz                    | 4:6, 7:5, [8:10]  |
| 9.  | 7. November 2021   | Paris (2)        | Hartplatz (i) | Nicolas Mahut   | Tim Pütz Michael Venus               | 3:6, 7:64, [9:11] |
| 10. | 9. November 2024   | Metz             | Hartplatz (i) | Albano Olivetti | Sander Arends Luke Johnson           | 4:6, 6:3, [3:10]  |

## Abschneiden bei bedeutenden Turnieren

### Doppel
Die Tabelle listet die Ergebnisse der Grand-Slam-Turniere, der ATP Finals, der Olympischen Spiele, des Davis Cups und der Masters-Turniere auf.
| Turnier           | 2023 | 2022 | 2021 | 2020 | 2019 | 2018 | 2017 | 2016 | 2015 | 2014 | 2013 | 2012 | 2011 | Karriere |
| ----------------- | ---- | ---- | ---- | ---- | ---- | ---- | ---- | ---- | ---- | ---- | ---- | ---- | ---- | -------- |
| Australian Open   | —    | —    | VF   | 1    | S    | 2    | VF   | 2    | F    | —    | —    | —    | —    | 1 × S    |
| French Open       | 1    | 1    | S    | AF   | —    | S    | 1    | AF   | AF   | 1    | 1    | 1    | 1    | 2 × S    |
| Wimbledon         | 1    | —    | 2    |      | 2    | 2    | 2    | S    | AF   | —    | —    | —    | —    | 1 × S    |
| US Open           | HF   | —    | VF   | —    | 1    | AF   | 1    | HF   | S    | —    | —    | —    | —    | 1 × S    |
| ATP Finals        | —    | —    | S    | —    | S    | F    | RR   | RR   | RR   | —    | —    | —    | —    | 2 × S    |
| Indian Wells      | —    | —    | —    |      | AF   | AF   | AF   | S    | —    | —    | —    | —    | —    | 1 × S    |
| Miami             | —    | —    | AF   |      | —    | —    | AF   | S    | —    | —    | —    | —    | —    | 1 × S    |
| Monte Carlo       | —    | AF   | VF   |      | 1    | AF   | HF   | S    | —    | —    | —    | —    | —    | 1 × S    |
| Madrid            | —    | AF   | VF   |      | —    | HF   | —    | HF   | —    | —    | —    | —    | —    | 2 × HF   |
| Rom               | —    | —    | —    | —    | —    | —    | S    | —    | —    | —    | —    | —    | —    | 1 × S    |
| Kanada            | —    | —    | —    |      | —    | AF   | S    | —    | AF   | —    | —    | —    | —    | 1 × S    |
| Cincinnati        | —    | —    | —    | —    | AF   | —    | S    | VF   | AF   | —    | —    | —    | —    | 1 × S    |
| Shanghai          |      |      |      |      | —    | —    | —    | —    | VF   | —    | —    | —    | —    | 1 × VF   |
| Paris             | —    | —    | F    | VF   | S    | VF   | VF   | F    | AF   | 1    | 1    | —    | —    | 1 × S    |
| Olympische Spiele |      |      |      | 1    |      |      |      | 1    |      |      |      | —    |      | 2 × 1R   |
| Davis Cup         | —    | —    | —    | —    | —    | F    | S    | HF   | —    | —    | —    | —    | —    | 1 × S    |

Zeichenerklärung: S = Turniersieg; F, HF, VF, AF = Einzug ins Finale, Halb-, Viertel-, Achtelfinale; 1, 2, 3 = Ausscheiden in der 1., 2., 3. Haupt- / Finalrunde; Q1, Q2, Q3 = Ausscheiden in der 1., 2. 3. Qualifikationsrunde; RR = Round Robin (Gruppenphase); nicht ausgetragen oder andere Kategorie; PO (Playoff), P2 = Auf-/Abstiegsrunde zur Weltgruppe I/II im Davis Cup; W2 = Teilnahme in der Weltgruppe II

## Sonstiges
Pierre-Hugues Herbert wuchs in Schiltigheim im Elsass auf, besuchte aber die Schule in Deutschland im benachbarten Kehl, zunächst die Falkenhausen-Grundschule und dann das Einstein-Gymnasium.